# منطقة زلزالية

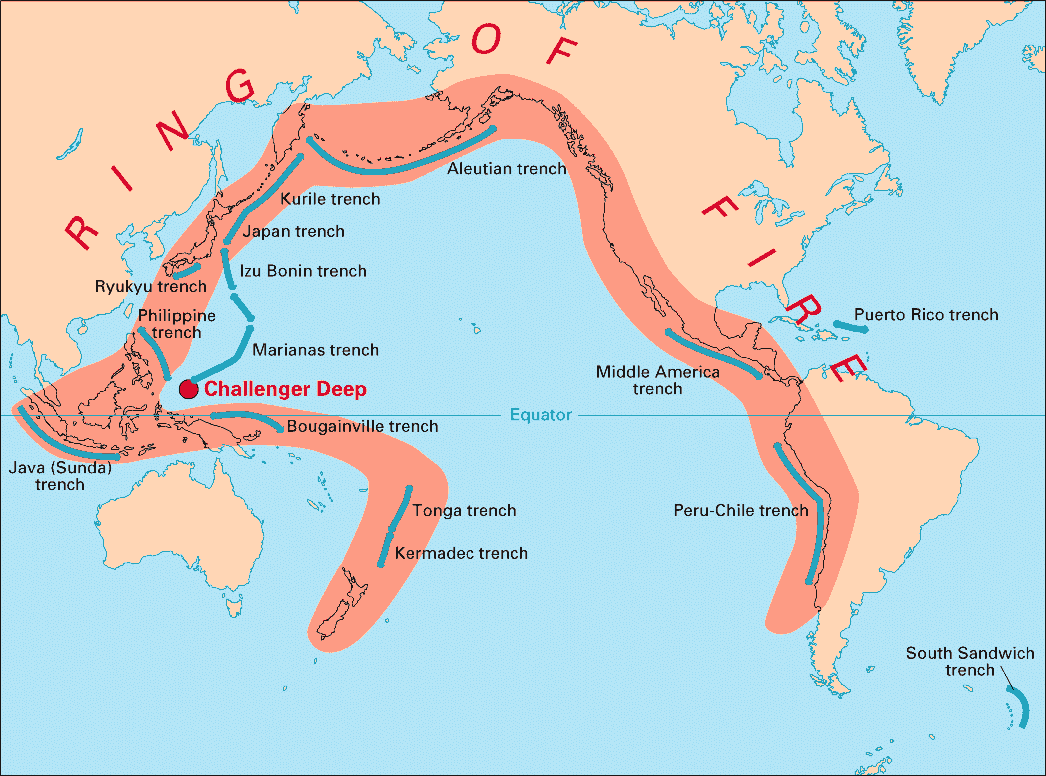

في علم الزلازل، المنطقة الزلزالية (بالإنجليزية: Seismic zone) أو حزام الزلازل هي منطقة زلزالية يتطلب فيها مستوى مشترك من التصميم الزلزالي. وهي منطقة على خريطة تفترض معدل زلزالي مشترك لها لغرض حساب الحركات الأرضية الاحتمالية. 
تُعتبر منطقة بينيوف التي تتوافق مع البلاطة الهابطة في منطقة الاندساس نوع من أنواع المناطق الزلزالية.